# Ługa I
Ługa I (ros. Луга I) – stacja kolejowa w miejscowości Ługa, w rejonie łużskim, w obwodzie leningradzkim, w Rosji. Położona jest na linii dawnej Kolei Warszawsko-Petersburskiej.
Kończy się tu biegnąca z Petersburga sieć trakcyjna.

## Historia
Stacja powstała w 1857 pomiędzy stacjami Sieriebrianka i Prieobrażenskaja (jeszcze w XIX w. pomiędzy Sieriebrianką i Ługą powstał przystanek Fan-der-Flita).

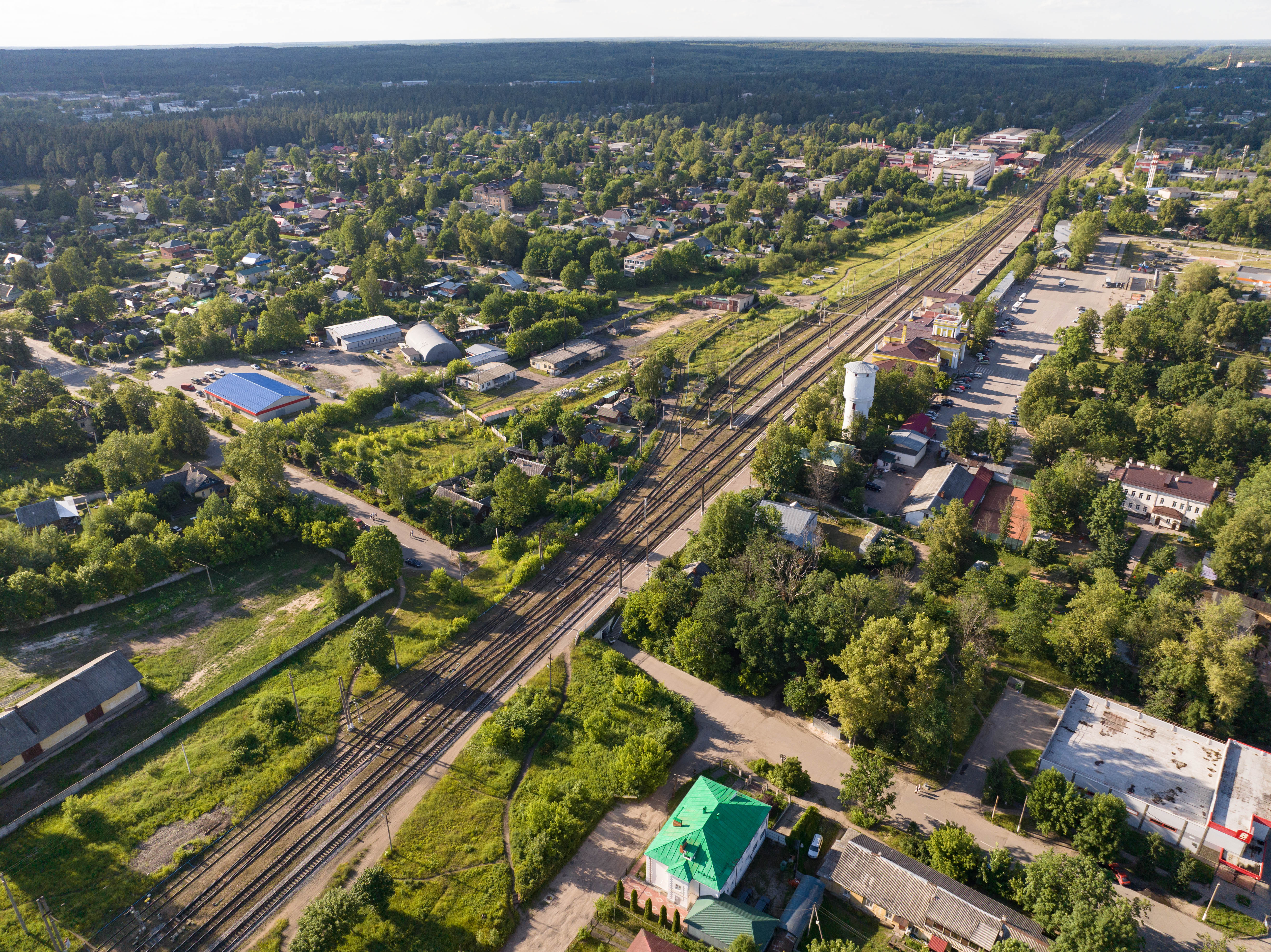
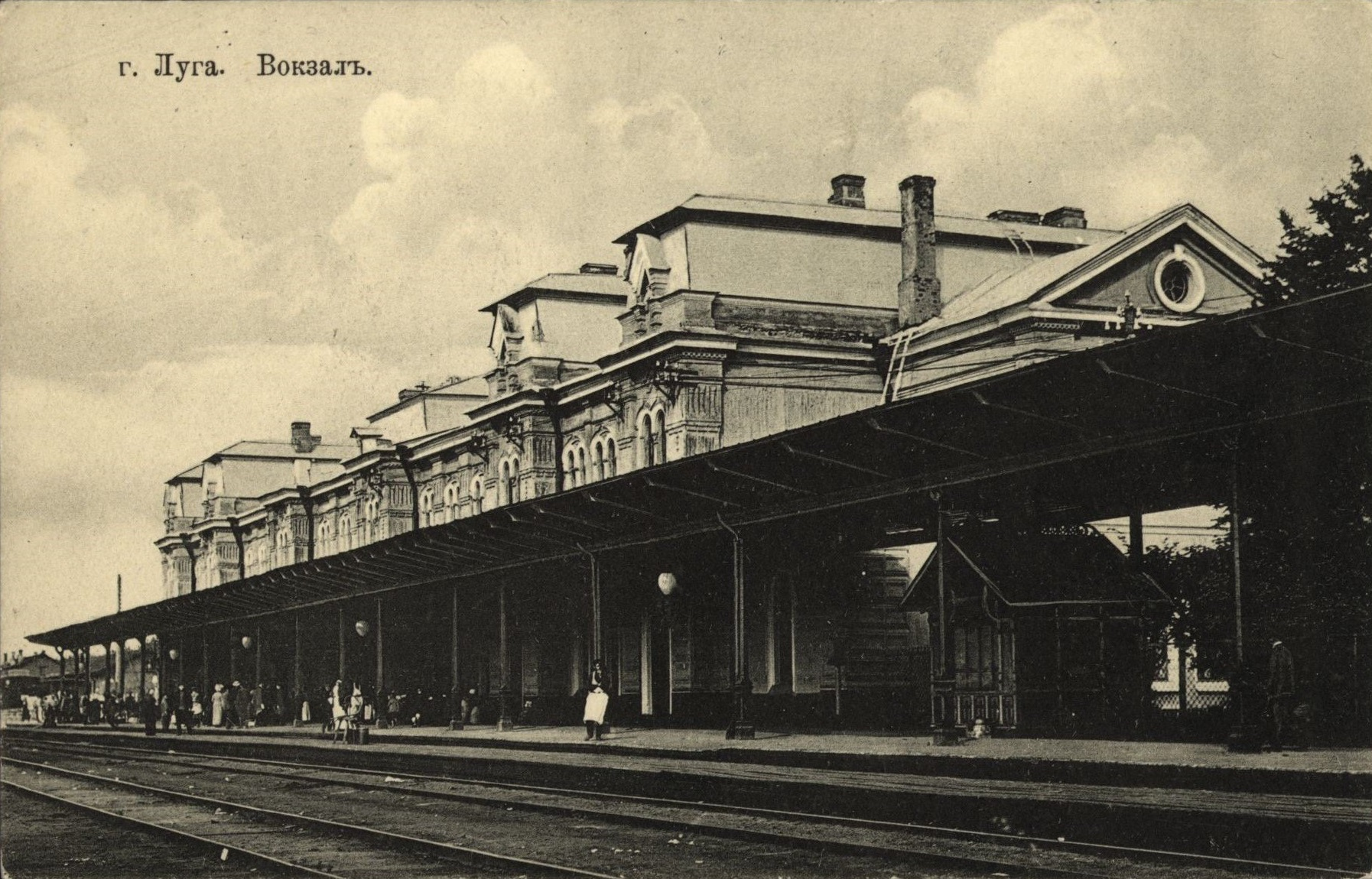
Dworzec na pocz. XX w.